# C.F. Tietgen
Carl Frederik Tietgen (født 19. marts 1829 i Odense, død 19. oktober 1901 i København) var en dansk bank- og industrimand, der opnåede titel af gehejmekonferensråd. Tietgen var ikke blot den ledende erhvervsmand i 1800-tallet, hvor han stod bag et utal af nye virksomheder, men hans energiske ledelse debatteres endnu i dag, hvor mange af hans selskaber desuden stadig eksisterer i bedste velgående. C.F. Tietgen var en af den danske industrielle revolutions store drivkræfter. Med udgangspunkt i Privatbanken var han med til at stifte en række af sin tids førende danske industrivirksomheder og institutioner, se listen nedenfor.
Han var en from kristen og stod også for færdiggørelsen af Marmorkirken, der officielt hedder Frederiks Kirke, der endelig stod færdig i 1894, 145 år efter at opførelsen var påbegyndt i 1749. Det var også Tietgen, der bekostede opførelsen af Taarbæk Kirke i Kongens Lyngby Sogn. Denne kirke blev indviet i 1864.

## Ungdom
C.F. Tietgen blev født i Odense 19. marts 1829 som søn af fattige forældre, snedkermester Johan Friedrich Tietgen og Barbara Kirstine f. Wulff.:29-34 Moderen døde tidligt, og da faderen snart efter giftede sig igen, lukkede Tietgens barnesind sig som en hård skal uden om den bløde kerne, som den forgudede moders stærkt religiøse liv havde skabt af hans indre.:459
Tietgen fik i barneårene efter moderens død en ret god skoleundervisning i Brødremenighedens skole i Christiansfeld (Odense Realskole:398) og blev også heldig anbragt som læredreng i en god manufakturforretning.:37 Allerede tidlig viste han de egenskaber, som siden hen blev de herskende i hans liv: En hurtig opfattelse og en rent ud forbløffende hukommelse, der med nøgtern nøjagtighed fastholdt det én gang lærte eller oplevede i alle enkeltheder.:459
Af vigtighed for hans udvikling blev det i øvrigt, at han kom forholdsvis tidlig udenlands, idet han i januar 1849 opnåede ansættelse hos det danske firma Hald & Rahr i Manchester.:40-41 Livet i denne verdensby, som dengang var ligesom et slags kraftcentrum for tidens nationaløkonomiske og merkantile bevægelser:41, gav ham en række nyttige impulser. Efter Treårskrigens afslutning kom han til for sit firma at berejse Skandinavien og erhvervede sig på denne måde meget godt kendskab til personer og forhold omkring i Norden.:48-55
1855 forsøgte han sig da på egen hånd som grosserer i København,:58-59 men trods gode tider, blev det ikke til ret meget. Han arbejdede både med telegrafforetagender og planer om udnyttelsen af grønlandsk kryolit.
I 1855-1857 var han medkurator ("kommissionær") i boet efter tekstil- og tøjfabrikanten I. Salomonsen. Han demonstrerede handlekraft og begrænsede kreditorernes tab, hvilket blev bemærket i den københavnske forretningsverden. Denne opgave blev et springbræt bort fra den indledte grosserertilværelse.:75-77

## Privatbanken oprettes
I sidste halvdel af 1850-erne var der fra erhvervslivet flere tilløb til etablering af banker til at konkurrere med Nationalbanken, som syntes "stivnet i bureaukratisk stagnation".:460 Et konsortium med grosserer C.A. Broberg i spidsen opnåede godkendelse til at etablere Privatbanken.:92 Broberg blev i forløbet opmærksom på Tietgen, og indkaldte ham til "eksamination på kryds og tværs" (iflg. Tietgen).:92 Tietgen bestod, og blev på det stiftende møde den 1. maj 1857 udnævnt til direktør sammen med den erfarne embedsmand N.U. Fugl.:92 Banken var i første omgang tænkt som en forretningsbank, som skulle lette kredit- og pengeformidling for handelen i København, og ikke som en investeringsbank (Gründerbank) med etablering af virksomheder, børsspekulation og større udenlandske engagementer - Fugl var indsat for sikre denne forsigtige linje.:117
Privatbanken åbnede 2. november 1857, men allerede få uger efter var Danmark indviklet i en økonomisk verdenskrise. Den nåede Danmark over Hamburg, som dansk forretningsliv dengang var meget nøje knyttet til. Tietgen blev valgt til på finansernes og Nationalbankens vegne at undersøge de danske firmaers forhold i Elb-staden og bidrog ved sin rådsnare og myndige optræden til, at krisens følger blev afværgede for Danmarks forbindelser i Hamburg. Ikke mindre hjalp han efter sin tilbagekomst til at skaffe orden og ro i de hjemlige forhold, og dermed var således i kort tid grundlaget for bankens og hans egen prestige lagt.
Indledningsvis blev fokus på at være forretningsbank fastholdt. Banken diskonterede veksler, modtog indlån på anfordringsvilkår ("folio") og investerede i statspapirer. Det blev efterhånden muligt at låne med sikkerhed i folio-indskud eller statspapirer. Der blev udviklet checks, som gjorde det muligt at betale ved kontooverførsel. Et stort netværk af internationale korrespondentbanker gjorde det muligt at udstyre rejsende med en tidlig form for rejsechecks; det blev bl.a. benyttet af den berejste H.C. Andersen, som var kunde i banken. Tietgen forsøgte at få bestyrelsen ("bankrådet") til at godkende involvering i investeringer i jernbaner i 1859; det blev dog afvist. Tietgen var desuden involveret i finansiering af den danske stat omkring 2. Slesvigske Krig; han blev dog afskåret af de assimilerede jøder C.N. David og D.B. Adler sent i 1864, hvilket fik ham til af fremkomme med nogle (tidstypiske) antisemitiske betragtninger.:119-127
I den herefter følgende periode blev Privatbanken, med Tietgen som leder et slags organisationspunkt for dansk erhvervsliv, idet der fra Tietgen udgik initiativet til en hel række af datidens betydeligste foretagender. Ikke mindst, efter at landafståelsen 1864 havde vist nødvendigheden af at udnytte landets tilbageblevne hjælpekilder — og idet Tietgen med den fuldeste og klareste forståelse tog dette arbejde op, træder hans virksomhed uden for forretningslivets snævrere ramme og giver ham plads mellem Danmarks historiske skikkelser, hvis gerning vil blive erindret sammen med landets egen almindelige skæbne og ikke blot i specialhistoriske arbejder.

## Tietgens mange initiativer
Vi nævner af disse Tietgens foretagender: Kjøbenhavns Sporvei-Selskab, Det Forenede Dampskibs-Selskab (begge 1866), Dansk-Norsk-Engelske Telegrafselskab, som 1. juni 1869 ved sammensmeltning med Det Dansk-Russiske Telegrafselskab udvikledes til Det Store Nordiske Telegraf-Selskab, der atter i sig opsluger Det Store Nordiske Kina- og Japan-Extension-Telegraf-Selskab; endvidere Burmeister & Wain (1871), Svitzers Bjergningsentreprise (1872), Det Kjøbenhavnske Bygge-Selskab (1872), De Danske Sukkerfabrikker (1872), Tuborgs Bryggerier (1873), Lolland-Falsterske Jernbaneselskab (1874) og Østsjællandske Jernbaneselskab (1877).
De glimrende konjunkturer efter den fransk-tyske krig 1870-71 var imidlertid ikke alene blevet udnyttede af Tietgen til dannelsen af de nævnte foretagender, der var også blevet skabt et par større konkurrenceforetagender til banken, og selv i dennes egen kreds begyndte det at trække op til en slags reaktion mod den så hastig skabte Tietgen'ske vælde. Konjunkturerne skiftede desuden i løbet af 1876 fuldstændig om: det blev golde tider, trængsels- og tilbagegangstider, den almindelige stemning var kuet og nedtrykt. Under disse forhold samlede Tietgens modstandere sig til et afgørende slag mod ham: Store Nordiske Telegrafselskab led netop under særlige vanskeligheder; disse blev da benyttede til at drive aktiernes kurs ned under et uforholdsmæssigt lavmål, og da Privatbanken netop lå inde med en stor mængde af disse således deprecierede værdier, mente man dermed at have ramt Tietgen i selve hans hovedfæstning. Virkelig blev han da også af sin egen banks bestyrelse tvungen til at realisere den nævnte beholdning. Han udførte imidlertid dette på en uventet gunstig vis ved salg til Frankrig — og man fik desuden snart en fornemmelse af, hvad eftertiden til fulde har bekræftet, at den pludselige mistillid til dette Tietgen'ske foretagende var fuldstændig ugrundet. Det blev således landet, ikke Tietgens person, hans modstandere fik evne til at skade, og overhovedet viste Tietgen i disse vanskelige år så megen fasthed, tålmod, opfindsomhed og snilde, at rækkerne i banken forholdsvis snart sluttede sig sammen om ham igen. Med glimrende dygtighed kæmpede Tietgen i denne periode på generalforsamling efter generalforsamling, og aldrig var hans fænomenale evne til at føre og lede, til at anvise udveje og til at se langt frem vist sig i skarpere lys end i hine år. Men da de var overståede, var også det vigtigste: tilliden til foretagenderne tilbagevundet. Kampen havde været dybtgående og oprivende, men førerskabet var bevaret og da der så med året 1880 igen begyndte at komme lidt opsving i dansk forretningsliv, var Tietgen straks på færde med nye initiativer og dannelsen af nye foretagender. Blandt disse skal nævnes: De Danske Spritfabrikker (1881), Kjøbenhavns Telefon-Selskab (1882), Strandvejens Dampsporvej (1883), Faxe Kalkbrud (1882), Gedserbanen (1884), De Forenede Bryggerier (1891). Endelig kan hertil for fuldstændighedens skyld føjes Det Vestindiske Fællessukkerkogeri (1876), Det Vestsibiriske Handelsselskab (1880) samt hans indtræden i Thingvalla-rederiet 1880, da farten udvidedes til Nordamerika, og overtagelsen af Frederiksborg Stutteri (1871).

## Andre indsatsområder
Nævnes bør det også, at Tietgen var medvirkende ved de grønlandske kryolitminers udnyttelse og ved anlægget af Esbjerg Havn, og at han såvel før som efter 1864 oftere ydede staten sin medvirkning ved optagelse eller konvertering af statslån. Dernæst var han 1861-65 medlem af Københavns Borgerrepræsentation, hvori han dog udelukkende interesserede sig for ordningen af byens havneforhold. Det blev 1881 tilbudt ham at blive opstillet som folketingskandidat i Odense, men han afslog det. Det var ikke alene tiden, der manglede ham, men den egentlig politiske interesse lå ham fjernt
Ydermere var han 1863 medlem af en kommission om metersystemet og det latinske møntsystem, 1872 af den skandinaviske kommission, hvis arbejde førte til møntforandringen, 1890 var han sammen med fabriksinspektør Haldor Topsøe (kemiker) og direktør Ludvig Bramsen Danmarks delegerede på kejser Vilhelms arbejderspørgsmålskongres i Berlin og 1893 på møntkonferencen i Bruxelles. Fra 1885 var han formand for Grosserersocietetets komité, i hvilken stilling han påbegyndte udgivelsen af årlige handelsberetninger og fortsatte afholdelsen af de store handelsmøder, hvor han ofte selv var hovedtaleren. Videre kan nævnes hans på egen erfaring grundede interesse for unge handelsmænds uddannelse, som på forskellig vis gav sig udslag i hans virksomhed for de Brock'ske Handelsskoler og for Handels- og Kontoristforeningen, hvis formand han var.
Tietgens sidste store arbejde var optagelsen af et statslån i 1894 i forbindelse med konvertering af en del af den ældre statsgæld til 3%, en operation, der havde sin hovedbetydning deri, at den åbnede det billige franske pengemarked for danske statsobligationer. Medens han i anledning af denne sag opholdt sig i Paris, følte han for første gang sit helbred vakle, og dette var begyndelsen til en sygdom, der tvang ham til at opgive sin virksomhed.
Tietgen blev på grund af sine fortjenester udnævnt til Kommandør af Dannebrog af 2. (1871) og (1873) af 1. grad og 1892 Storkorsridder. 1867 udnævntes han til etatsråd, 1888 til gehejmeetatsråd og 1896, da han trådte tilbage fra forretningsvirksomheden, til gehejmekonferensråd.
C.F. Tietgen var dybt religiøs og en kirkens mand med kristen tro af Grundtvigs farve. Han ejede Lyngby Kirke, som han havde købt af staten 1868, og han genopbyggede i årene 1874-94 Marmorkirken for sine egne midler.
I dette religiøse syn var han enig med sin efterlevende hustru, gehejmekonferensrådinde Laura Tietgen, der var datter af godsejer Carl Ulrich Jørgensen til Tiselholt. (De blev gift i 1855:60 og Laura døde i 1917, 16 år efter C.F.).
Det bekostelige byggeri af Marmorkirken blev delvist finansieret ved opførelsen af en randbebyggelse, der ligesom kirken var tegnet af Ferdinand Meldahl. Imidlertid fik Tietgen ikke købt det nordvestlige hjørne, der blev kendt som Tietgens Ærgrelse. Grunden blev i 2005 erhvervet af Realea her har opført et byggeri, tegnet af den engelske arkitekt Tony Fretton og indviet 2010. Bygningen underordner sig Tietgens bebyggelse, men som samtidig er udført som et stykke moderne arkitektur.
I 1896 fik Tietgen en mindre hjerneblødning, hvilket medførte, at han i sine sidste år var stærkt svækket og gled ud af offentlighedens søgelys. Han døde 19. oktober 1901. En mindehøjtidelighed foregik i Marmorkirken 25. oktober, med deltagelse af kongefamilien og mindekranse fra de mange firmaer og foretagender, som han havde haft indflydelse på i sit liv. 29. oktober blev kisten ført fra Marmorkirken i en rustvogn forspændt med 2 sorte heste. 3.000 personer fulgte vognen til Langelinie, en begivenhed der blev filmoptaget med filmen Tietgens Bisættelse. Om aftenen nåede rustvognen til Kongens Lyngby, hvor et stort følge med fakler og sognerådet i spidsen fulgte det sidste stykke til gravstedet på Lyngby Gl. Kirkegård.
Kort før sin død solgte han Lyngby Kirke til kommunen og blev begravet på Lyngby Gl. Kirkegård.

## Vurdering af Tietgens person
I opregningen af alle disse hverv og gerninger udtømmer man dog ingenlunde betydningen af Tietgens dådrige liv. Ikke alene blæste han liv i så megen ny erhvervsvirksomhed og omorganiserede heldig så meget gammelt, men frem for alt virkede han næsten hele sit liv igennem ved selve sin personligheds spændstige myndighed sporende, vækkende, samlende på en flerhed af sit samfunds sociale og økonomiske felter. Bortset fra de rent kunstneriske og litterære kredse – hvis ringe sympati for og forståelse af ham i lige høj grad viser sig i de kunstneriske og litterære forsøg på at gengive hans træk og skildre hans person – havde hans samtid ned gennem alle faser i hans manddomsliv et levende indtryk af hans overlegenhed, man regnede med ham som med en institution, en magtfaktor, ingen kunne gå udenom, en af sit fædrelands store mænd. Han var altid i slægt med tiden, på højde med tiden, forstod at alliere sig med den, få den til at føje sig for ham, få den til at bære ham og hans gerning.
I Odense er flere gader, byens handelsskole, Tietgensbro samt erhvervsområdet Tietgenbyen ved motorvejen opkaldt efter bysbarnet. I København er Tietgensgade og Tietgensbroen opkaldt efter ham, Privatbankens tidligere domicil er blevet omdøbt til C.F. Tietgens Hus og han er mindet i Børsen. En statue af ham, udført 1904 af Rasmus Andersen, er rejst på Sankt Annæ Plads. En statue udført i 1908 af Viggo Jarl, står foran Tietgenskolen i Odense.
Desuden blev et DFDS-skib opkaldt efter ham, M/S C.F. Tietgen (1928, ophugget 1970).

## Liste over medstiftede virksomheder
- Øresund's chemiske Fabriker,
- Kryolith Mine og Handels Selskabet,
- Det Store Nordiske Telegrafselskab,
- Det Store Nordiske China og Japan Extension,
- Kjøbenhavns Sporvei-Selskab,
- Det Forenede Dampskibs Selskab,
- Burmeister & Wain maskin- og Skibsbyggeri,
- De Danske Cikoriefabrikker,
- Det Kjøbenhavnske Bygge-Selskab,
- Lolland-Falsters Jernbane,
- Sct. Croix Fællessukkerkogerier,
- Dampskibsselskabet Thingvalla,
- Esbjerg Havn,
- Østsjællandske Jernbaneselskab,
- De Danske Spritfabrikker,
- Kjøbenhavns Telefon-Selskab,
- Københavns Laane- og Diskontobank,
- Strandvejens Dampsporvej,
- Faxe Kalkbrud,
- De Brockske Handelsskoler,
- Em. Z. Svitzers Bjergnings-Entreprise,
- De Danske Sukkerfabrikker og
- A/S Tuborgs Fabrikker.

## Liste over besiddelser
- Lyngby Kirke, (solgt til Lyngby-Taarbæk Kommune i 1901)
- Gården Strødam ved Hillerød, (overtaget af Laura Charlotte ved Tietgens død)
- Gården Hillerødsholm
- Gården Sophienborg (senest ejet af Axel Jarl (1871-1950), der også har ejet Strødam, og nu ejet af Hillerød Kommune)
- Frederiksborg Stutteri (fra 1871 til 1876)
- Hotel D'Angleterre (fra 1872, ejet af Tietgen-selskabet Det Kjøbenhavnske Bygge-Selskab)
- Marmorkirken, (overdraget til sognet ved fuldførelsen i 1894).
- Villa Strødam i Taarbæk, (nedrevet i 1892). Det var igennem dette ejerskab, at han støttede og finasierede opførelsen af Taarbæk Kirke i 1864
- Kronprinsessegade 30, ved Kongens Have